# Lorita
Lorita là một chi bướm đêm thuộc phân họ Tortricinae của họ Tortricidae.

## Các loài
- Lorita baccharivora Pogue, 1988
- Lorita lepidulana (Forbes, 1931)
- Lorita scarificata (Meyrick, 1917)